# Постпорођајна депресија
Постпорођајна депресија (PPD) или постпартална депресија је комплексна мјешавина физичких, емоционалних и бихевиоралних промена које се дешавају у жени након порођаја, а приписују се многим биохемијским и психолошким промјенама повезаним с рађањем дјетета. Осјећаји туге, тјескобе и исцрпљености притом могу бити врло јаки и значајно утицати на способност жене да се брине за себе, своје дијете и породицу.

## Дефиниција
Постпорођајна депресија дефинише се као непсихотична депресија која се јавља до једне године након порођаја. То је поремећај расположења који оштећује радост и срећу нових мајки.
Иако је клинички профил постпорођајне депресије сличан депресији која се појављује
уобичајено у животу жене, може се разликовати у неким аспектима због дубоких физиолошких промјена које се јављају током трудноће и постпарталног раздобља. У ствари, процјењује се да чак 80% жена након порода има симптоме поремећаја расположења у првих неколико дана након порода. Штавише, многе жене након порода имају симптоме који су карактеристични за депресију, као што су поремећаји апетита, енергије и спавања што отежава разликовање појаве клинички значајног депресивног поремећаја од уобичајених симптома који су схваћени као посљедица порођаја и бриге за новорођенче.

## Симптоми
Симптоми постпорођајне депресије се могу појавити током прве године од порода и могу укључивати сљедеће симптоме:
осјећај беспомоћности,
- тугу
- ниско самопоуздање
- осјећај кривице
- осјећај преокупираности
- потешкоће у спавању и јелу
- немогућност опуштања
- исцрпљеност
- осјећај празнине
- социјалну повученост
- осјећај мањка енергије
- ниску толеранцију на фрустрације
- осјећај неадекватности у бризи за дијете
- смањену могућност говора и писања
- осјећај љутње према другима
- повећану анксиозност или паничне нападе
- смањену потреба за сексом[3]

Уколико симптоми трају дуже од двије седмице након порођаја, постоји могућност да се постпорођајна депресија развила. Симптоми постпорођајне депресије могу се јавити одмах након порођаја, али и до неколико мјесеци након порођаја. Постпорођајну депресију доживи 10-16% мајки.

## Узроци
Иако се за сада не може рећи са сигурношћу који су то узроци постпорођајне депресије у литератури се најчешће наводе биохемијски и психолошки узроци.

### Биохемијске промјене
Након порођаја у организму се дешава драстичан пад хормона естрогена и прогестерона. Током трудноће, разина естрогена и прогестерона је и десетероструко већа од нормалне, а затим у року од три дана након порода разина тих хормона, као и ендорфина, кортизола и пролактина пада на разину прије трудноће.

### Психолошки узроци
У тијелу мајке послије порођаја, догађају се и психолошке промјене које још више повећавају могућност појаве постпорођајне депресије. Исцрпљеност након порођаја, стрес и недостатак сна у првим седмицама живота новорођенчета такођер могу бити узроци који могу утицати на појаву овог поремећаја.
Највећи ризик од појаве постпорођајне депресије постоје код мајки које су у прошлости већ имале проблема с депресијом или осјећајима тјескобе, као и код оних код којих је забиљежена постпорођајна депресија у некој од претходних трудноћа.

## Лијечење
Постпорођајна депресија се третира другачије у зависности од врсте и тежине симптома жене. Могућности лечења укључују психотерапију и антидепресиве. 
Циљ психотерапијске подршке јесте да мајци помогне да пронађе боље начине да изађе на крај са својим осећањима, решава проблеме и поставља реалне циљеве. Понекад је потребан и рад са партнером или породицом. 
Када је ријеч о лијечењу антидепресивима савјетовање са доктором о начину употребе и врсти самог антидепресива је обавезно. Разлог томе је тај што наведени лијек путем мајчиног млијека може доспјети и до дјетета, а поједине врсте имају озбиљан ефекат, па тако могу нашкодити беби. 
Уколико је лијечење адекватно симптоми ће се повући већ кроз неколико недеља, међутим јако је битно не прекидати лијечење одмах послије повлачења симптома. Прерани прекид третмана повећава ризик од поновног јављања симптома.